# 北朝的莊園經濟
北方的莊園經濟，為因應當時社會紛亂而改變的經濟型態。

## 背景
永嘉之禍後，晉宗室及許多北方大族南遷，後北方陷入戰亂，國家更迭迅速。且胡族進入中原後，從游牧經濟轉變為農業經濟，戰爭使得商業活動停擺，絹布和穀物取代原本的錢幣，成為主要交易的手段。

## 組織
塢堡是北朝自給自足文化的象徵，為躲避盜匪及戰亂，大家族間建立具防禦功能的塢壁。在塢壁裡面，實施自給自足的經濟，主要的勞動力為部曲及客女，部曲近於奴隸，但基本上比真正的奴隸更保有自由，這點跟西方莊園經濟頗像。

## 宗主督護制[3]
在塢中雖不只有一個宗，但只有一個塢主。塢主或其宗不直接擁有整個塢，所有人遵循著宗主督護制。宗主之下的蔭戶沒有戶籍，國家不得任意對其徵收稅務及徵調，為宗主剝削。除蔭戶，塢主還擁私軍，守衛其塢堡，盡其之責。

## 瓦解
在北魏北魏孝文帝登基後，文明太后主政的重點之一便是三長制及均田制。國家把大片荒蕪的土地分給農民，利誘蔭戶從塢主脫離塢壁。再用三長，即五家為鄰﹐設一鄰長﹔五鄰為里﹐設一里長﹔五里為黨﹐設一黨長，三長查明戶口，國家得對蔭戶徵收稅務、發兵務及徭役，進行新租調制。之後北方的府兵制度也是均田制下得以運行，大幅提升北方軍事和經濟實力。